# (30472) 2000 OM23
2000 أو أم 23 (ويعرف أيضًا باسم (30472) 2000 أو أم 23 وفق تسمية الكوكب الصغير) (بالإنجليزية: 2000 OM23)‏ هو كويكب ضمن حزام الكويكبات؛ وترتيبه 30472 من حيث الاكتشاف.
اكتُشف هذا الجُرم الفلكي بواسطة بحث لنكولن عن الكويكبات القريبة من الأرض في 23 يوليو 2000.

## وصلات خارجية
- (30472) 2000 OM23 في قاعدة بيانات مختبر الدفع النفاث لأجرام النظام الشمسي الصغيرة

- الاكتشاف · مخطط المدار ·  العناصر المدارية · المعلمات المادية

- (30472) 2000 OM23 على موقع ويكي سكاي: DSS2, SDSS, GALEX, IRAS, Hydrogen α, X-Ray, Astrophoto, Sky Map, Articles and images